# Tesoro rumano

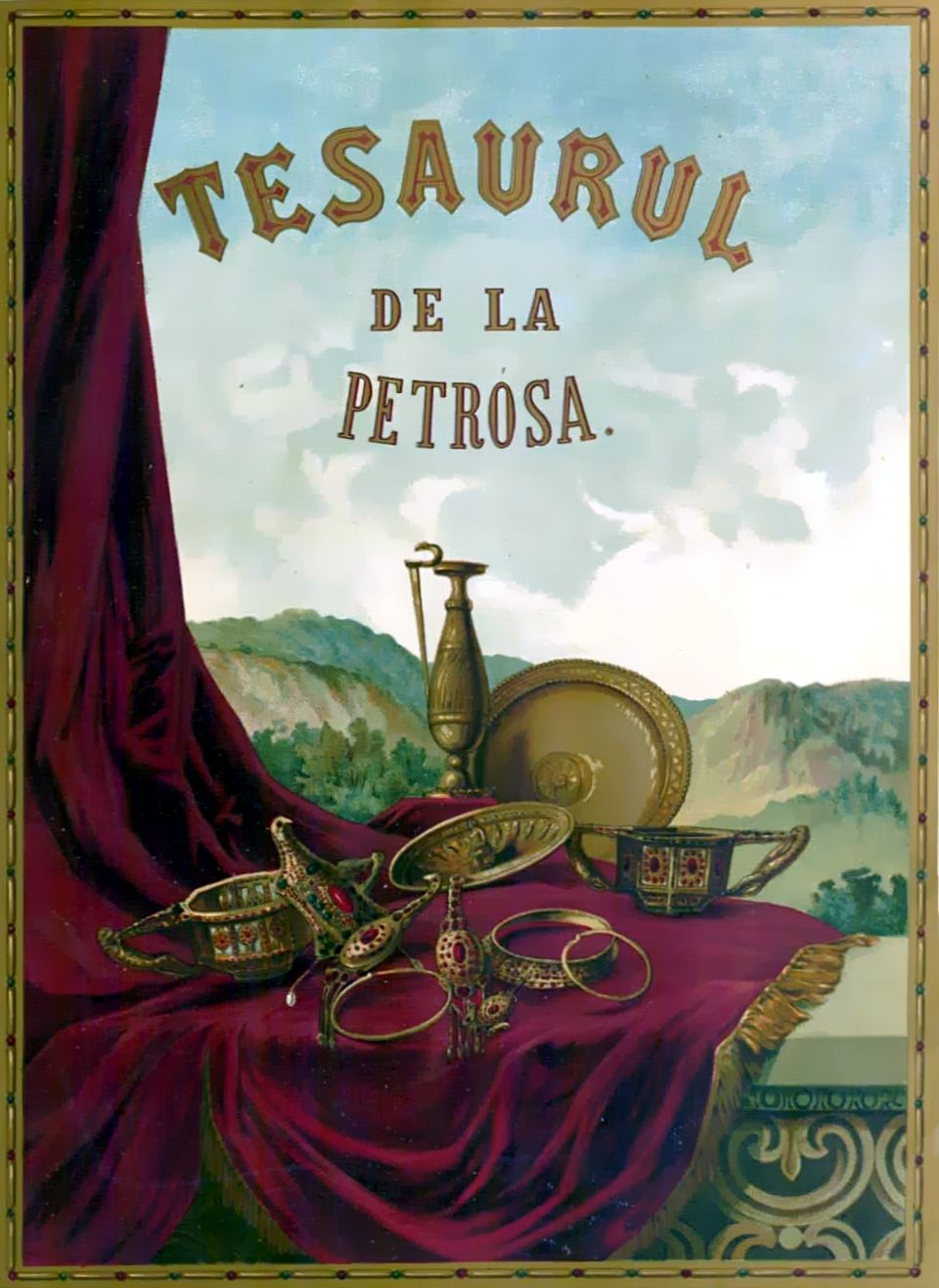
El tesoro de Pietroasele

El tesoro rumano (en rumano: Tezaurul României) es un conjunto de objetos valiosos y reservas de oro, aproximadamente 120 toneladas, que el gobierno rumano envió a la Rusia zarista durante la Primera Guerra Mundial para protegerlo de los ejércitos de las Potencias Centrales, que ya habían tomado el control de Transilvania y Bucovina.
Después de que el Ejército rumano entrara en Besarabia respondiendo al llamamiento del gobierno de Moldavia, cuyo territorio había sido ocupado a principios de 1918 por el Imperio ruso, el nuevo gobierno soviético que recientemente había tomado el poder rompió todas las relaciones diplomáticas y comunicó su intención de confiscar el tesoro rumano. Hasta el día de hoy sólo se ha devuelto una parte de los objetos y ninguna de las reservas de oro.  
Después de la Revolución de Octubre y la toma del poder por parte de los comunistas liderados por Lenin, el nuevo régimen soviético confiscó el tesoro y se negó a devolverlo. Fue devuelto parcialmente, en tres tramos separados: en 1935, 1956 y 2008, como un gesto de buena voluntad tanto de los soviéticos como, más tarde, de los rusos. No obstante, la mayor parte del tesoro quedó sin restituir, lo que convierte este tema en un asunto delicado en las relaciones diplomáticas entre Rumania y Rusia.

## Antecedentes históricos
En agosto de 1916, Rumania tomó la decisión de entrar en guerra junto a la Entente para recuperar sus territorios de Transilvania y Bucovina. Aunque la campaña comenzó favorablemente con el avance de las tropas rumanas hacia Transilvania, en otoño de ese mismo año las fuerzas alemanas, austrohúngaras y búlgaras ocuparon Dobruja, Oltenia y Muntenia.
La administración de Rumania se vio obligada a trasladar la capital del país de Bucarest a Iași, en la región de Moldavia Occidental y organizar desde ahí la resistencia contra los invasores. En este contexto de guerra, en noviembre de 1916 se decidió trasladar también la sede del Banco Nacional de Rumanía conocido como BNR, ocasión en la que su tesoro también fue transportado a Iași. El principal activo incluido en el tesoro era una cantidad de 93,4 toneladas de oro, de las cuales 91 toneladas eran monedas de oro históricas y 2,4 toneladas de lingotes de oro. Según los convenios aplicables en aquella época, el oro servía para garantizar la emisión del leu rumano.
Las 91 toneladas de monedas de oro pertenecían a los bancos privados rumanos que entonces existían en el mercado rumano, a empresas privadas y a particulares, mientras que las 2,4 toneladas de lingotes de oro pertenecían exclusivamente al Banco Nacional de Rumanía. Los rusos solicitaron que no se firmaran protocolos de entrega/recepción con múltiples bancos, empresas e individuos en Rumania, sino un único protocolo con el Banco Nacional de Rumania, y que este recogiera todos estos objetos de valor de cada entidad rumana por separado.
En aquel momento, el Banco Nacional de Rumanía era enteramente un banco privado, sin participación del Estado rumano pero que tenía acuerdos con este para garantizar su solvencia. A principios de diciembre de 1916, el frente de defensa aún no se había estabilizado y se consideró seriamente la posibilidad de evacuar al gobierno a través del río Prut hacia Rusia. El 2 de diciembre, el Consejo General del BNR aprobó en principio la posibilidad de salvaguardar el tesoro en Rusia, opinión que el 8 de diciembre también fue apoyada por el gobierno, expresado por el ministro de Finanzas, Emil Costinescu, quien mencionó, entre otras cosas, el precedente sentado por el Banco de Francia (que había decidido transferir su tesoro a Estados Unidos). Costinescu también mencionó la opción de trasladar el tesoro a Londres, pero consideró que la ruta era demasiado peligrosa, dada la amenaza adicional que representan los submarinos alemanes. Por tanto, la solución preferida fue depositar el tesoro junto con el tesoro del Imperio zarista en el Kremlin.
La decisión tuvo que ser tomada por el primer ministro rumano, Ion I. C. Brătianu. Aunque el banquero Mauriciu Blank le aconsejó enviarlo a Londres o a un país neutral, como Dinamarca, Brătianu temió a los submarinos alemanes del Mar del Norte y eligió otro aliado de Rumanía en la Primera Guerra Mundial, el Imperio ruso, utilizando el argumento de que "Rusia se sentiría ofendida si la enviáramos a Inglaterra".
El 12 de diciembre de 1916, el Consejo de Ministros aprobó la transferencia del tesoro a Rusia, después de que el ministro ruso en Iași, el general A. Mossoloff, comunicara el 11 de diciembre que estaba autorizado a firmar el protocolo relativo a la carga del tesoro del BNR en un tren especial, añadiendo que el gobierno imperial ruso garantizaría su integridad tanto durante el transporte como durante su estancia en Moscú. El protocolo, que preveía la entrega del tesoro de oro a los delegados del gobierno imperial ruso, se firmó en Iași del 14 al 27 de diciembre de 1916.
El tesoro destinado a Moscú incluía tres categorías principales de objetos de valor:
1. Documentos, manuscritos, monedas antiguas, pinturas, libros raros, tesoros de monasterios de Moldavia y Muntenia, archivos, depósitos, colecciones de numerosas instituciones públicas y privadas;
2. Valores públicos y otros objetos de valor (como acciones, bonos, títulos de crédito, títulos del Monte de la Piedad, etc.);
3. Una cantidad de 93,4 toneladas de oro (91 toneladas de monedas de oro históricas, pertenecientes a particulares, empresas y bancos privados de Rumania, y 2,4 toneladas de lingotes de oro, pertenecientes al Banco Nacional de Rumania); el valor de esta acción metálica, nunca devuelto. 
Como nota, durante la Segunda Guerra Mundial, los objetos de valor del Banco Nacional de Rumania no fueron transportados fuera de Rumania, sino escondidos dentro de una cueva cerca de Tismana, condado de Gorj, y desde allí fueron recuperados de manera segura después de la guerra.

## La composición del Tesoro de Rumanía
Objetos del patrimonio del Museo Nacional de Antigüedades:
Tesoro de Pietroasele
Tesoro de Turnu Măgurele
Ritón de plata de Poroina, condado de Mehedinți
Cuatro platos de oro con grabados bárbaros
Epitafio del Monasterio de Cozia (1396)
Epitafio del Monasterio de Cozia (1396)
Epitafio del monasterio de Dobrovăț (1506)
Epitafio del Monasterio de Slatina (1556)
Epitafio del Monasterio de Bistrița (1601)
Epitafio de Preda Buzescu, Mare Ban de Craiova
Epitafio de 1683 (Șerban Vodă Cantacuzino)
Alfombra del Monasterio de Bistrița (1514)
Alfombra del Monasterio de Bistrița (siglo XVI)
Alfombra del Monasterio de Bistrița (siglo XVI)
Epitafio del monasterio de Govora, época de Radu el Grande
Epitafio del Monasterio de Bistrița, 1521, Barbu, Ban de Craiova
Epitafio del monasterio de Dobrovăț, de Ștefan el Grande
Epitafio de la época de Constantin Brâncoveanu
Epitafio de la época de Șerban Cantacuzino (dos piezas)
Mangas de toga eclesiástica de Cotroceni (un par)
Mangas de toga eclesiástica de la época de Constantin Brâncoveanu
Mangas de toga eclesiástica de la época de Ștefan el Grande
Sfita del Monasterio de Cozia, la tradición dice que perteneció al manto de Mircea el Viejo.
Candelero de plata del Monasterio de Tismana (siglo XIV)
Candelabros de plata del Monasterio de Bistrița (siglo XVI) (dos piezas)
Candelabro de plata de la época de Alexandru Lăpușneanu
Candelero de plata del siglo XV/XVI
Incensario del Monasterio de Bistrița (siglo XVI)
Incensario del Monasterio de Tismana
Ondas de plata dorada del Monasterio de Cotroceni, dos piezas (1675)
Disco de plata del Monasterio de Bistrița (siglo XVI)
Gran tálero de plata del Monasterio de Tismana (> 1512)
Engolpion de plata dorada del monasterio de Snagov (1431)
Engolpion de plata dorada de los hermanos Craiovești del monasterio de Tismana
Engolpion de plata dorada del Monasterio de Bistrița (1512)
Copa de plata dorada con incrustaciones de monedas antiguas del Monasterio de Tismana (1649)
Copa de plata dorada con incrustaciones de monedas antiguas del Monasterio de Tismana, del clucer Buzinca (1641)
Cuatro cruces de plata dorada de la época de Șerban Cantacuzino
Gran cruz de madera de ciprés del Monasterio de Slatina
Disco de plata del siglo XVI
Evangelio eslavo, manuscrito de 1405 del monasterio de Tismana
Evangelio eslavo, manuscrito de 1502
Dos evangelios eslavos, impresos

## El traslado del tesoro a Rusia

#### Primer envío
Entre el 12 y el 14 de diciembre de 1916, en la estación de tren de Iași, se cargaron en 17 vagones un total de 1.738 cajas que contenían oro almacenado en forma de diversos lingotes y monedas (principalmente marcos alemanes y coronas austriacas), con un valor total de 314.580.456,84 lei en oro. Además, se añadieron dos cajas que contienen las joyas de la reina María, valoradas en 7.000.000 de lei en oro. Una vez finalizadas las operaciones de carga, se firmó un protocolo en tres copias, una para la parte rusa, otra para el Ministerio de Finanzas rumano y otra para el Banco Nacional.
El transporte partió inmediatamente y llegó a Moscú el 21 de diciembre de 1916. Para acompañar el transporte fueron delegados por el Banco Nacional el director Theodor Capitanovici (a quien también se le encomendó permanecer en Moscú y conservar dos de las llaves del compartimento donde se depositarían los objetos de valor), el censor A. Saligny y el cajero central MZ Dumitrescu.
Los delegados rumanos y rusos comenzaron a inventariar el contenido de las cajas el 9 de enero de 1917, operación que duró hasta el 4 de febrero, y el 16 de febrero se redactó un protocolo final al respecto, firmado por representantes del Ministerio de Finanzas ruso y delegados de Rumanía, junto con el cónsul rumano en Moscú, P. Guérin. Las cajas que contenían el tesoro estaban selladas y los representantes del Banco Nacional tenían derecho a inspeccionar el compartimiento donde estaban almacenados en cualquier momento, siendo la restitución de los objetos de valor a cargo de delegados del Banco Nacional especialmente designados para este propósito.

#### Segundo envío
A principios de 1917, la Revolución Rusa estalló en Petrogrado, marcando el inicio de los principales movimientos sociales en Rusia ese año, culminando con la Revolución de Octubre y la toma del poder por los bolcheviques. Aunque el frente en Moldavia se había estabilizado, las autoridades políticas rumanas todavía estaban preocupadas por la posibilidad de que los ejércitos alemanes rompieran el frente y provocaran la derrota final del país. Se estaba considerando evacuar al gobierno a Rusia, ya sea a Poltava o a Herson en Crimea, donde ya estaban en marcha los preparativos para la instalación de la familia soberana y los ministros.
El 18 de julio de 1917, el Consejo de Ministros decidió, a propuesta de Nicolae Titulescu, entonces Ministro de Finanzas, trasladar la sede y los activos del Banco Nacional a Rusia. Se hicieron los preparativos para transportar a Rusia los activos del Banco Nacional, así como los del Banco CEC y otras instituciones públicas y privadas. La carga del tren que contenía el nuevo transporte tuvo lugar entre el 23 y el 27 de julio de 1917, y el tren partió hacia Rusia ese mismo día por la tarde.
El tren tenía 24 vagones, tres de los cuales representaban los activos del Banco Nacional, con un valor declarado de 1.594.836.721,09 lei, incluido oro real valorado en 574.523,57 lei, archivos valorados en 500.000 lei, y el resto representaba valores, bonos, depósitos y otros activos. Los activos del Banco CEC ocupaban 21 vagones, compuestos por 1.661 cajas, cuyo valor se estimaba en alrededor de 7.500 millones de lei. Se enviaron los objetos más preciados del Estado rumano, incluidos los archivos de la Academia rumana, muchos objetos de valor antiguos, como joyas de oro de 3.500 años encontradas en Rumania, joyas antiguas de Dacia, las joyas de los voivodas de Valaquia y Moldavia. las joyas de la realeza rumana, miles de pinturas, así como preciosos objetos religiosos propiedad de los monasterios rumanos, como iconos del siglo XIV y antiguos manuscritos rumanos.
El tren llegó a Moscú el 3 de agosto de 1917, estando el transporte custodiado por la parte rusa. Desde el lado rumano supervisaron el transporte representantes de las siguientes instituciones: el Banco Nacional, el Banco CEC, el Banco de Crédito, el Banco Marmorosch Blank y el Banco Comercial. Los bienes del Banco Nacional procedentes del segundo transporte fueron depositados en el Kremlin, donde también se depositaron las existencias de metales y las joyas de la Reina María, traídas con el primer transporte, mientras que el tesoro del Banco CEC se guardó en las instalaciones del Préstamo Ruso y Casa de Depósitos.

## La confiscación del tesoro
Los revolucionarios rusos rápidamente obtuvieron el control de la capital provocado por la crisis económica que enfrentó Rusia durante la Primera Guerra Mundial, así como por las provocaciones de los agentes alemanes. El 15 de marzo de 1917, el zar Nicolás II abdicó en favor de su hermano Miguel, quien, sin embargo, rechazó la investidura. El poder pasó entonces a manos de un gobierno provisional, dirigido hasta el 20 de julio por el príncipe Lvov y posteriormente por Kerensky . El 17 de abril, Vladimir Ilich Lenin regresó de Suiza, transportado en un vagón de tren sellado. Finalmente, el 7 de noviembre, Lenin tomó el poder y destituyó por la fuerza al gobierno provisional.
Los disturbios se extendieron también a Moscú; la guardia cosaca encargada de custodiar el tesoro rumano se puso del lado de la revolución. Para garantizar la seguridad de los objetos de valor rumanos almacenados en el Kremlin, Rumania envió 20 gendarmes rurales vestidos de civil, que partieron de Iași el 15 de noviembre de 1917. A falta de permiso de las autoridades bolcheviques, no pudieron cumplir su misión. Mientras tanto, se hacían esfuerzos para trasladar el tesoro a Estados Unidos pero los aliados no pudieron garantizar la seguridad del transporte, dado que el tesoro tendría que atravesar toda la región de Siberia durante un período de gran desorden social.
Laa situación se complicaba también en Moldavia, donde se había refugiado el gobierno. El ejército ruso en territorio rumano estaba sufriendo una bolchevización y su comandante, el general Shcherbachev, ya no tenía control sobre él. Cerca de Iași, en Socola, se había establecido un auténtico cuartel general bolchevique con el objetivo de destituir al rey Fernando I, instituir un régimen soviético en Rumania y asesinar a Shcherbachev. Se organizó un intento de asesinato en su contra el 21 de diciembre. Al fracasar su intento, el comandante ruso solicitó el apoyo del ejército rumano para destruir el centro bolchevique en Socola. Después de mucha deliberación, el Consejo de Ministros aprobó la solicitud, desarmó a los soldados rusos y los envió a través del río Prut. Sin embargo, esta acción colocó a Rumania en conflicto abierto con el poder bolchevique establecido en Petrogrado, que, en violación de las reglas diplomáticas, arrestó a Constantin Diamandi, ministro de Rumania en Petrogrado, y lo mantuvo detenido durante tres días.
El 15 de marzo de 1917 se proclamó en Besarabia la República Democrática de Moldavia, pero la desintegración de los ejércitos rusos hizo imposible establecer el orden y el problema planteado por la bolchevización del ejército no se resolvió. En estas circunstancias, el Sfatul Țării (Consejo Nacional) solicitó la intervención del ejército rumano, que cruzó el río Prut el 20 de enero de 1918. El 26 de enero, Rusia, a través de Trotsky, el Comisario de Asuntos Exteriores, anunció la ruptura de relaciones diplomáticas con Rumania, y el general Shcherbachev fue declarado proscrito y enemigo del pueblo. Al mismo tiempo, Trotsky declaró que "los fondos rumanos depositados en Moscú son intocables para la oligarquía rumana. El gobierno soviético asume la responsabilidad de conservar estos fondos y entregarlos en manos del pueblo rumano".
Tras la ruptura de relaciones diplomáticas, los intereses de Rumania en Rusia fueron temporalmente representados por el embajador francés en Petrogrado, Noulens, y por Eirick Labonne, el cónsul francés en Moscú. Este último se hizo cargo del archivo del Consulado General de Rumania en Moscú el 2 de febrero de 1918, de manos del cónsul rumano y recibió los protocolos para el depósito del tesoro del Banco Nacional de Rumanía y los objetos de valor del Banco CEC en el Kremlin, así como las llaves de los compartimentos donde se guardaban los objetos de valor del Banco Nacional. Las llaves permanecieron en posesión del cónsul francés hasta agosto de 1918, cuando fue arrestado y expulsado. A continuación, las llaves fueron entregadas al cónsul de Dinamarca y posteriormente al de Noruega. En septiembre de 1918, los últimos representantes de Rumanía abandonaron Moscú y, a partir de ese momento, no se supo nada seguro sobre el destino del tesoro. 

## Devolución parcial del Tesoro
Se sabe muy poco sobre el Tesoro después de la Revolución de Octubre, pero parece que durante la Segunda Guerra Mundial todos los objetos de valor en poder del Estado soviético (y presumiblemente del Estado rumano) fueron sacados de Moscú y enviados a las regiones que "no estaban en peligro". Sin embargo no se mantuvieron sellados como estipulaba el acuerdo con el gobierno rumano, ya que los cofres de los archivos devueltos en 1935 tenían los sellos rotos, habían sido rebuscados y faltaban objetos y documentos.

#### Primera entrega parcial en 1935
La tarde del 16 de junio de 1935, a la estación de tren de Obor, en Bucarest, llegaron 17 vagones de mercancías, cargados con 1.443 cajas, procedentes de Moscú, por orden del gobierno de la URSS, que decidió devolver a Rumanía una gran parte de los bienes que habían sido almacenados en el Kremlin. Los cónsules Nicolau y Popovici supervisaron la apertura de cada vagón individual. Las cajas que contenían la mercancía fueron entregadas a diversos representantes de las instituciones presentes en la descarga. Para cada descarga y entrega de objetos y mercancías se elaboró un protocolo de entrega. Los documentos mencionaban el número de cajas, su contenido detallado, el peso y el número de serie de la lista de inventario que se había elaborado en el momento de su carga con destino a Moscú, en diciembre de 1916 y/o julio-agosto de 1917.
Los bienes y activos bancarios (títulos de propiedad, valores, acciones, bonos, títulos de crédito, garantías bancarias, prendas, hipotecas, etc.) fueron entregados al inspector I. Ciolac, jefe de la Comisión de Supervisión del Gobierno rumano, con la indicación de que debían ser transmitidos al Ministerio de Finanzas en Bucarest. Todos los inventarios realizados conjuntamente por las partes rusa y rumana, firmados por cada representante autorizado de las instituciones rumanas que eran los dueños originales de estos activos del Tesoro, fueron entregados a los representantes del Ministerio de Asuntos Exteriores en Bucarest.
A petición de la parte rusa, se realizaron controles comparativos entre las listas de inventario publicadas en el momento de la transferencia de las mercancías a Rusia y las actuales de junio de 1935, que contienen las mercancías recibidas por la parte rumana. En la gran mayoría (1.436 cajas), los controles confirmaron que se habían entregado las mismas mercancías que figuraban en las listas de inventario en el momento de su envío a Moscú. Se encontraron 7 cajas con diferentes mercancías que no figuraban en las listas iniciales elaboradas en 1916. Estos fueron entregados al Ministerio del Interior rumano, siguiendo el mismo procedimiento de inventario y la redacción de un protocolo de entrega.
Toda la operación de identificación, clasificación y entrega de las 1.443 cajas se llevó a cabo entre el 19 y el 27 de junio de 1935, trabajando efectivamente de 8:00 a 17:30 horas. Los documentos dejaban claro que ninguna caja tenía ya el sello original, quedando patente que las cajas habían sido desprecintadas y buena parte de ellas estaban muy degradadas. Los únicos billetes devueltos al Banco Nacional de Rumanía fueron los rumanos, por un total de 198.000 lei. Junto a los rumanos se encontraron varios billetes extranjeros más, que fueron entregados al Ministerio de Finanzas.
Este transporte marcó el primer regreso en la historia del Tesoro de Rumania a Moscú, compuesto por documentos antiguos, libros raros, planos, mapas, archivos, escrituras, manuscritos, objetos eclesiásticos, alfombras, tapetes, depósitos, pinturas, fotografías, bocetos, dibujos, colecciones de arte y bienes pertenecientes a particulares o instituciones estatales.
El 28 de junio de 1935, el delegado rumano G. Paraschivescu firmó un acta de recepción de estas mercancías, especificando que no se había entregado ninguna cantidad de oro, joyas u otros objetos de valor.

#### Segunda entrega parcial en 1956
Después de que las fuerzas comunistas tomaron el poder en 1945 y la presencia del Ejército Rojo en Rumania, las autoridades rumanas dejaron de plantear la cuestión del tesoro y casi quedó en el olvido. Inesperadamente, el 12 de junio de 1956, los periódicos informaron que el tesoro rumano en Moscú iba a ser devuelto. La declaración oficial afirmaba que "el pueblo soviético ha preservado cuidadosamente todas estas obras de arte, que representan un gran valor histórico y artístico. El gobierno de la URSS y el pueblo soviético siempre han considerado estos tesoros como un activo inalienable del propio pueblo rumano".
La lista de bienes devueltos incluía el Tesoro de Pietroasele, 120 pinturas firmadas por Nicolae Grigorescu (de un total de 1350 pinturas, grabados y dibujos), vasos litúrgicos de oro y plata, libros antiguos y miniaturas, joyas, 156 iconos, 418 tapices, 495 objetos de culto religioso, etc. En total, la exposición inaugurada en Bucarest en agosto de 1956 con los objetos recibidos de la URSS incluía nada menos que 39.320 piezas, entre ellas 33.068 monedas de oro y 2.465 medallas, 1.350 pinturas y dibujos, y el resto Aproximadamente 2.500 objetos eran orfebrería medieval, bordados litúrgicos, iconos y tejidos antiguos.
La literatura comunista de la época atribuyó la devolución del tesoro a un gesto "espontáneo y amistoso" de la URSS y promovió la idea de que se había devuelto todo el tesoro, información que sólo pudo conocerse con más detalle tras la Revolución rumana de diciembre de 1989. Sin embargo, Rumanía estaba descontenta porque la mayor parte del Tesoro, compuesta por 93,4 toneladas de oro, nunca fue devuelta.

#### Tercer entrega parcial en 2008
Después de la caída del comunismo en Rumanía y Rusia, el presidente de Rumanía, Ion Iliescu, envió al embajador Traian Chebeleu a Moscú en el verano de 1994, con la tarea de pedir al Kremlin que "encontrara una solución a la cuestión del Tesoro de Rumanía". La nueva dirección del Kremlin recibió la carta oficial de la administración presidencial en Bucarest y respondió que "para Rusia, la llamada cuestión del Tesoro rumano depositado en Moscú ya no existe".
La situación parecía no tener salida, especialmente desde que Moscú envió una delegación a Bucarest en el otoño de 1994, que informó al Presidente Ion Iliescu que "la cuestión del Tesoro, a nivel oficial, diplomático y político entre los dos países, había sido resuelto definitivamente por el Protocolo firmado en Moscú el 6 de septiembre de 1956, incluidos todos sus anexos, por el académico Mihail Ralea, representante oficial del Gobierno de la República Popular de Rumanía sobre la cuestión del Tesoro de Rumanía, protocolo que preveía la restitución de bienes históricos al Gobierno de la República Popular de Rumania."
Este protocolo oficial y sus anexos solo fue firmado por el académico Mihail Ralea y no así por los demás miembros de la delegación rumana. El embajador de Rumanía en Moscú, Mihail Dalea; el viceministro de Cultura, Constantin Prisnea; el director del Instituto de Arte de la Academia de la República Popular de Rumania, el académico Gheorghe Oprescu; el académico y poeta Tudor Arghezi; el académico Andrei Oțetea; y el director de las Galerías Nacionales de Arte, Marin Bunescu; no aceptaron firmar dicho protocolo y sólo estuvieron presentes.
La delegación de Moscú presentó al Presidente Ion Iliescu una solución para resolver el problema, aumentando exponencialmente los intercambios económicos y comerciales entre los dos países, ofreciendo a Rumanía un paquete de 32 proyectos económicos y comerciales que se llevarán a cabo a través de empresas privadas, de los cuales el proyecto número 32 se llamaría "la restitución del componente de metales preciosos al Banco Nacional de Rumanía".
Iliescu quedó encantado con la oferta de los rusos y entregó el problema para que lo resolviera su asesor especial, Ioan Talpeș. Sin embargo, Talpeș se mostró escéptico ante la oferta de Moscú y pidió, como prueba de buena fe, que la parte rusa entregara a Rumanía un juego de 12 monedas de oro procedentes del primer envío del Tesoro a Moscú, del primer tren y del primer caja, de acuerdo con la lista de inventario existente en los archivos.
La parte rusa accedió y envió inmediatamente un delegado a Bucarest en diciembre de 1994 con las 12 monedas de oro solicitadas por Ioan Talpeș, pero ninguna autoridad rumana quiso aceptarlas a partir de entonces. Fue recién el 6 de marzo de 2008, con el acta de donación núm. 1.272 expedida por el Ministerio de Cultura, registrada como donación nro. 867/03.06.2008, que finalmente fueron entregadas estas 12 monedas de oro históricas, ediciones de Francia y Bélgica entre 1854 y 1909, con un peso total de 77,09 gramos. El jefe del Departamento del Tesoro Numismático e Histórico del Museo Nacional de Historia de Rumanía, Ernest Oberländer Târnoveanu, firmó el documento de aceptación y certificó que "todas las monedas presentadas son auténticas".

## Esfuerzos por la restitución del tesoro

#### Período de entreguerras
La cuestión del tesoro rumano fue planteada por primera vez a nivel internacional por Rumania en la Conferencia de Paz de París durante la sesión de la Comisión de Reparaciones, celebrada el 8 de abril de 1919. Rumania solicitó que Alemania y otras potencias derrotadas fueran obligadas a devolver a Rumania la suma de 322.154.980 lei de oro, que representa el valor de las reservas metálicas (oro) depositadas en Rusia, a lo que se añadió la suma de 7.000.000 que representa el valor de las joyas de la Reina María, así como el valor de todo el depósito realizado por Rumanía en Moscú, es decir, la suma de 7,5 mil millones de lei. Para esta solicitud se adujeron dos razones: en primer lugar, se dijo que la decisión de transferir el tesoro a Rusia estaba motivada por la presión militar alemana y que la situación existente en Rusia también era atribuible a Alemania.
El Tratado de Versalles, concluido en junio de 1919, no menciona esta cuestión, pero responsabilizaba a Alemania y sus asociados de todas las pérdidas causadas a los gobiernos aliados. El importe de las reparaciones debía ser determinado por una Comisión de Reparaciones que, aunque fue notificada por Rumania, rechazó sus reclamaciones de indemnización. Sin embargo, la obligación de Rusia de devolver el tesoro fue confirmada por la resolución de la Conferencia Económica y Financiera de Génova (1922).
Posteriormente se hicieron esfuerzos para resolver la cuestión del tesoro, pero sin éxito. En 1936, en el contexto de una ligero mejora de las relaciones entre Rumania y la URSS, se devolvieron algunos archivos rumanos de menor importancia en relación con todo el conjunto de bienes depositados en Moscú. En la misma ocasión fueron repatriados los restos mortales de Dimitrie Cantemir.

#### Período comunista
Dadas las relaciones fraternales entre los gobiernos comunistas de Rumania y la Unión Soviética, la parte rumana evitó cuidadosamente cuestiones potencialmente litigiosas entre los dos países. Uno de ellos fue la cuestión de la restitución total del tesoro. Durante el período comunista, se hicieron relativamente pocos esfuerzos reales para discutir el problema con la parte soviética.
Uno de los intentos, probablemente el más importante, tuvo lugar en 1965, cuando Nicolae Ceaușescu realizó su primera visita a la URSS como secretario general del Partido Comunista Rumano. La reacción soviética fue brutal; según declaraciones de Leonid Brezhnev, entonces líder del Partido Comunista de la Unión Soviética, el problema tenía "50 años", "relacionado con las relaciones entre la Rusia zarista y el Reino de Rumania" y que el oro había sido transportado en 1918 a Perm, Omsk, Sarátov y Kazán para su custodia, perdiéndole la pista en este último punto.
Además, Brezhnev invocó el hecho de que el Reino de Rumania también tenía deudas con Rusia por valor de 300.000.000 de dólares, lo que correspondería a 274 toneladas de oro, y que las reparaciones de 300.000.000 de dólares que Rumania estaba obligada a pagar después de la Segunda Guerra Mundial eran inferiores a los daños sufridos por los URSS. Se llegó a la conclusión de que la cuestión era en realidad más política que financiera, por lo que debía considerarse cerrada. Después de este episodio, el tema ya no se discutió con el gobierno soviético.

#### Período actual
El 4 de julio de 2003 se firmó el Tratado de Relaciones Amistosas y de Cooperación entre Rumania y la Federación de Rusia. La parte rusa se negó a resolver la cuestión del tesoro en el tratado; en cambio, los presidentes Ion Iliescu y Vladímir Putin decidieron establecer una comisión de historiadores rumanos y rusos para estudiar el asunto. La comisión se reunió por primera vez del 19 al 21 de octubre de 2004 en Bucarest, siendo sus copresidentes el profesor Ioan Scurtu y el académico Alexandr Oganovich Ciubarian. Sin embargo, el trabajo de la comisión no ha avanzado mucho hasta la fecha. La comisión se reunió cinco veces hasta 2019; se lograron algunos avances en la devolución de materiales de archivo más pequeños y bienes menores, pero algunas piezas artísticas, el oro del Banco Nacional y otros objetos de valor todavía están en Rusia. En 2023, el valor estimado del Tesoro rumano (sin tener en cuenta su importancia histórica) se acerca a los 15.000 millones de euros . 